# Lalganj (Uttar Pradesh)
Lalganj è una suddivisione dell'India, classificata come nagar panchayat, di 21.135 abitanti, situata nel distretto di Raebareli, nello stato federato dell'Uttar Pradesh. In base al numero di abitanti la città rientra nella classe III (da 20.000 a 49.999 persone).

## Geografia fisica
La città è situata a 26° 10' 29 N e 80° 57' 51 E.

## Società

### Evoluzione demografica
Al censimento del 2001 la popolazione di Lalganj assommava a 21.135 persone, delle quali 10.999 maschi e 10.136 femmine. I bambini di età inferiore o uguale ai sei anni assommavano a 2.736, dei quali 1.460 maschi e 1.276 femmine. Infine, coloro che erano in grado di saper almeno leggere e scrivere erano 15.183, dei quali 8.574 maschi e 6.609 femmine.